# Ферро-ЗНТУ
«Ферро-ЗНТУ» — український баскетбольний клуб з Запоріжжя, заснований 1972 року.

## Історія
У 1972 році в Запоріжжі на базі спортклубу «Будівельник» була сформована однойменна чоловіча баскетбольна команда під керівництвом Івана Харитоновича Ребристого. Протягом 18 років, команда виступала в чемпіонаті УРСР (друга група), неодноразово сперечалася за вихід у першу лігу, але через фінансові труднощі так жодного разу і не змогла покинути другий ешелон. Втім, у чемпіонаті ЦР ДСТ «Авангард» «Будівельник» у 1977 році став переможцем під керівництвом тренера Олександра Петровича Компанійця. Тих років за «Будівельник» грали відомі запорізькі баскетболісти Валерій Бахтін, Анатолій Короленко, Іван Кобилянський, Вільям Конюшенко, Олександр Широбоков, Валерій Елькінсон, Юрій Голов, Юрій Стьопін, Володимир Михайлов та інші.
У 1986 році команду очолив Олександр Широбоков. Під його керівництвом «Будівельник» з 1990 року брав участь у чемпіонатах СРСР серед команд майстрів другої ліги, а в сезоні 1992/93 рр. дебютував у національному чемпіонаті України серед колективів першої ліги (7-е місце).
У жовтні 1992 року трестом «Запоріжбуд» і Запорізьким заводом феросплавів (директор заводу — В'ячеслав Гаврилов, голова профкому — Юрій Голов) був заснований обласний баскетбольний клуб, а з липня 1993 року ВАТ «ЗЗФ» є засновником і головним спонсором команди, яка отримала назву «ФЕРРО». Президентом клубу був обраний Валерій Елькінсон, старшим тренером призначений Олександр Широбоков, тренером-адміністратором — Анатолій Короленко. У сезоні 1994/1995 рр. команда, посівши перше місце в чемпіонаті України серед клубів першої ліги, завоювала право виступати у вищій лізі українського баскетболу.
У сезоні 1995/1996 років БК «ФЕРРО» посів високе шосте місце серед команд вищої ліги, яке гарантувало право участі в одному з європейських клубних турнірів — Кубку Радівоє Корача. І хоча в попередньому раунді цього євротурніру запорожці поступилися за підсумками двох зустрічей шведському клубу «Астра Баскет», на континентальному рівні про «ФЕРРО» дізналися. У сезоні 1996/97 рр., успішно зігравши на першому етапі чемпіонату України, запорізькі баскетболісти увійшли до числа 8 команд, що склали Суперлігу, у якій у підсумку фінішували сьомими. Протягом чотирьох сезонів «Ферро» вдавалося з перемінним успіхом виступати у найсильнішій баскетбольній лізі України, але за підсумками сезону 2000/2001 рр. команда покинула Суперлігу, посівши останнє 12-е місце. У період виступу «ФЕРРО» в елітному чемпіонаті країни, два її гравці Кирило Погостінський та Олександр Пащенко залучалися до збірної України. У складі команди також виступали Кирило Большаков, Олександр Горстка, Ігор Чигринов, Дмитро Щиглінський, Руслан Безсонов, Едуард Сообцоков, Михайло Зайцев, Анатолій Максименко.
У сезоні 2001/2002 рр. команда, що йменувалася «ФЕРРО-Яблуко», посіла третє місце у вищій лізі чемпіонату України.
З 2002 року по теперішній час команда називається «ФЕРРО-ЗНТУ», оскільки Запорізький національний технічний університет (ректор Сергій Бєліков) забезпечив фінансування участі «Ферро-ЗНТУ» в національному чемпіонаті.
Наводимо результати виступів «ФЕРРО-ЗНТУ», у вищій лізі чемпіонату України: 2002/2003 рр. — 5-е місце, 2003/2004 рр. — 14-е, 2004/2005 рр. — 11-е, 2005/2006 рр. — 6-е, 2006/2007 рр. — 14-е, 2007/2008 рр. — 14-е.
Сезон 2008/2009 років «ФЕРРО-ЗНТУ», очолюваний Кирилом Большаковим, провів в Українській баскетбольній лізі, встановивши клубний рекорд — п'яте місце. Найкращими гравцями команди були американський легіонер Джейсон Фонтенет, білорус Георгій Кондрусевич, Станіслав Балашов, Денис Яковлєв та Олександр Рибалко.
У сезоні 2009/2010, як і до сезону 2008/2009, всі найсильніші клуби України були об'єднані в єдину баскетбольну лігу — Суперлігу. І в першому ж своєму сезоні в елітному дивізіоні «ФЕРРО-ЗНТУ» домігся приголомшливих результатів — стає володарем Кубка Суперліги та бронзовим призером чемпіонату. 14 березня 2010 увійшло в історію запорізького баскетболу як знаменна дата. У дуже напруженому, цікавому фінальному поєдинку «ФЕРРО-ЗНТУ» завоював Кубок Суперліги, обігравши БК «Київ» з рахунком 82:74 (16:18, 18:19, 20:19, 28:18). У регулярній першості «ФЕРРО-ЗНТУ» фінішував на другому місці, пропустивши вперед тільки київський «Будівельник». У чвертьфіналі плей-офф всуху був переграний дніпропетровський «Дніпро» 3:0 (89:72, 96:85, 97:86). У півфіналі «ФЕРРО-ЗНТУ» програв багаторічному гегемонові українського баскетболу маріупольському «Азовмашу» 1:3 (97:103, 95:87, 97:107, 83:90). Зате в матчах за бронзовий комплект нагород чемпіонату Суперліги сезону 2009/2010 був тричі повалений БК «Київ» — 105:77, 79:73, 90:86. Американський легіонер Чарльз Томас був визнаний найкориснішим гравцем (MVP) Суперліги в сезоні 2009/2010 років. Його сумарні показники — 714 очок, 358 підбирань, 73 передачі, 41 перехоплення, 17 блок-шотів. Крім Томаса, помітний внесок у досягнення команди внесли Кевін Тіггс, Стівен Буртт, Вінсент Хантер, Георгій Кондрусевич, Олександр Рибалко.
У сезоні 2010/2011 років «ФЕРРО-ЗНТУ», як і раніше очолюваний Кирилом Большаковим, знову домігся права виступити в Фіналі чотирьох Кубка Суперліги, однак цього разу задовольнився четвертим місцем. У регулярному чемпіонаті запорожці фінішували шостими, але в серії плей-офф перевершили цей результат, не пропустивши в півфінал чемпіона країни — маріупольський «Азовмаш» — 3:2. Щоправда, надалі «ФЕРРО-ЗНТУ» поступився «Будівельнику» (0:3) і «Говерлі» (1:3), але другий поспіль вихід до квартету найсильніших клубів Суперліги, безумовно заслуговує на повагу. Найкращим легким форвардом чемпіонату був визнаний американський легіонер запорізької команди Крістіан Бернс (866 очок, 447 підбирань, 77 передач, 84 перехоплення, 28 блок-шотів). Заслуговують на увагу показники його співвітчизників Кеддріка Мейса (772 очки, 196 підбирань, 187 передач, 71 перехоплення), Вінсента Хантера (696 очок, 355 підбирань, 58 передач, 32 перехоплення, 77 блок-шотів) і Річарда Гуінна (314 очок, 150 підборів , 39 передач, 22 перехоплення, 14 блок-шотів), а також капітана команди Олександра Рибалка (506 очок, 153 підбору, 182 передачі, 80 перехоплень, 13 блок-шотів). А ось повернення «ФЕРРО-ЗНТУ» на європейську арену після 14-річної перерви принесло запорізьким любителям баскетболу розчарування. Зігравши внічию (105:105) у виїзному матчі Кубка виклику FIBA проти лісабонської «Бенфіки», у повторній зустрічі підопічні Кирила Большакова поступилися — 72:77. 
У сезоні 2011/2012 років «ФЕРРО-ЗНТУ» знову став учасником Фіналу Чотирьох Кубка Суперліги. У півфінальному матчі підопічні Кирила Большакова впевнено перемогли баскетболістів «ОДЕСИ» (99:90), і хоча у фінальному поєдинку поступилися київському «Будівельніку» (70:82), найкращим гравцем дводенного ігрового марафону став Ренді Кулпеппер, який відзначився за підсумками двох ігор 65 очками, 7 передачами та 6 перехопленнями.
25 травня 2012 в літопис запорізького клубу було вписано черговий «бронзовий» рядок. У серії плей-офф за медалі «ФЕРРО-ЗНТУ» обіграв столичний «Будівельник» з рахунком 3:1. Американський легіонер Ренді Кулпеппер, який приніс клубу 1143 очка, зробивши 128 підбирань, 188 передач, 86 перехоплень і 13 блок-шотів, отримав титул найкращого атакуючого захисника чемпіонату, а його співвітчизник Річард Гуінн (887 очок, 324 підбору, 71 передача, 43 перехоплення , 29 блок-шотів) був визнаний найкращим важким форвардом. Помітний внесок у досягнення команди також внесли американець Джеремі Шеппелл (770 очок, 348 підбирань, 188 передач, 96 перехоплень, 10 блок-шотів), Олександр Рибалко (219 очок, 95 підбирань, 89 передач, 32 перехоплення, 4 блок-шоти), білорус Георгій Кондрусевич (421 очко. 160 підбирань, 59 передач, 33 перехоплення, 4 блок-шоти) і Артем Буцький (274 очки, 90 підбирань, 234 передачі, 66 перехоплень). 
2013 рік увійшов в історію запорізького баскетболу ще одним «дублем» від «ФЕРРО-ЗНТУ». У січні у Львові команда Кирила Большакова взяла участь у Фіналі Чотирьох Кубка Суперліги. Здолавши МБК «Миколаїв» (80:70) і «Говерлу» з Івано-Франківська (87:69), запорізькі баскетболісти вдруге стали володарями почесного призу. Олександр Рибалко був визнаний MVP турніру. У символічну п'ятірку найкращих гравців також увійшли найрезультативніший баскетболіст Фіналу Чотирьох Ренді Кулпеппер, Річард Гуінн та центровий Кемерон Мур, який став найкращим «ребаундером» і найефективнішим гравцем турніру.
У регулярній першості «ФЕРРО-ЗНТУ» фінішував на другому місці, пропустивши вперед тільки київський «Будівельник». У чвертьфіналі плей-офф були переграні «Черкаські Мавпи» 4:1 (88:83, 93:89, 76:83, 85:87, 94:83). Але у півфіналі «Ферро-ЗНТУ» програв маріупольському «Азовмашу» 0:4 (63:82, 73:79, 79:86, 89:93).
У травні запорізький клуб завоював комплект бронзових нагород чемпіонату Суперліги. У вирішальних матчах за медалі «ФЕРРО-ЗНТУ» здобув чотири перемоги над львівською «Галичиною» — 97:79, 102:89, 94:73, 87:67. Володарем призу глядацьких симпатій, заснованого головою правління ПАТ «ЗЗФ» Павлом Кравченко, став американський легіонер Ренді Кулпеппер, головний бомбардир Суперліги. Його сумарні показники — 1078 очок, 239 передач, 90 перехоплень. Крім Ренді, вагомий внесок у досягнення команди внесли його співвітчизники Кемерон Мур (685 очок, 464 підбирання, 52 блок-шоти), Джеремі Шеппелл (649 очок, 152 підбирання, 156 передач, 78 перехоплень, 21 блок-шот), Річард Гуінн (760 очок, 312 підбирань, 48 перехоплень, 18 блок-шотів), Деніел Вернер (542 очки, 254 підбирання, 108 передач, 55 перехоплень). Найвищої оцінки заслуговує і внесок у цей успіх українських баскетболістів Артема Буцького (315 очок, 185 передач, 77 перехоплень) і Олександра Рибалка (269 очок, 147 підбирань, 103 передачі, 64 перехоплення).
Сезон 2013/2014 років для «ФЕРРО-ЗНТУ» складався з двох відрізків: у першому з них команда грала повноцінним складом із залученням легіонерів, а коли від послуг останніх через фінансові негаразди довелося відмовитися, вакантні позиції зайняла молодь з першолігової дочірньої команди клубу. Тим не менш, у регулярному чемпіонаті запорожці зайняли п'яте місце. А ось у чвертьфінальній стадії плей-офф «ФЕРРО-ЗНТУ» двічі поступився БК «Донецьк», який мав можливість підсилити склад досвідченими виконавцями, — 75:92 і 65:77. Найкращим гравцем запорізької команди в тому сезоні був її капітан Олександр Рибалко (316 очок, 133 підбирання, 131 результативна передача, 46 перехоплень). Помітний вклад в успішний виступ команди також внесли Андрій Малиш (253 очка, 113 підбирань, 17 блок-шотів), Артем Буцький (172 очка, 105 передач, 28 перехоплень), американські легіонери Ентоні Маршалл (246 очок, 67 передач, 23 перехоплення), Ларон Маркіз Таррелл Денді (241 очко, 162 підбирання, 19 блок-шотів) і Джейк О'Брайен (195 очок, 17 блок-шотів).

## Досягнення
- Володар Кубку  Суперліги — 2010, 2013.
- Бронзовий призер Суперліги України — 2010, 2012, 2013.

## Склад команди в сезоні 2014/2015
| Гравець               | Позиції      | Рік народження | Зріст  | У клубі    |
| --------------------- | ------------ | -------------- | ------ | ---------- |
| Олександр РИБАЛКО     | Захисник (К) | 1979           | 190 см | 7-й сезон  |
| Яків ЗМИТРОВИЧ        | Центровий    | 1984           | 202 см | 12-й сезон |
| Іван ТИМОЩУК          | Захисник     | 1991           | 191 см | 5-й сезон  |
| Микола ВИЛЬХОВЕЦЬКИЙ  | Захисник     | 1987           | 188 см | 2-й сезон  |
| Віталій БИКОВ         | Захисник     | 1996           | 190 см | 2-й сезон  |
| Дмитро АНТОНЕЦЬ       | Форвард      | 1988           | 197 см | 2-й сезон  |
| Роман БЕЙ             | Захисник     | 1995           | 189 см | 2-й сезон  |
| Макс Адам КОНАТЕ      | Форвард      | 1991           | 200 см | 1-й сезон  |
| Олександр БАТРОЛОМЕЄВ | Центровий    | 1996           | 200 см | 2-й сезон  |
| Крістіан ЛУГОВЦОВ     | Форвард      | 1994           | 197 см | 1-й сезон  |
| Томас КАМУСАКІ        | Форвард      | 1993           | 193 см | 2-й сезон  |
| Максим ТЕРЯНИК        | Захисник     | 1995           | 186 см | 2-й сезон  |
| Ярослав ФОМІЧОВ       | Форвард      | 1994           | 194 см | 2-й сезон  |

Сезон 2014/2015 років для «ФЕРРО-ЗНТУ» став останнім в історії клубу. Регулярний сезон команда завершила на 6-му місці (по 15 перемог та поразок), але від участі в плейоф за відсутності фінансування змушена була відмовитися. У червні 2015 року клуб оголосив про припинення існування через відсутність коштів.
- Елькінсон Валерій Альбертович — Президент
- Большаков Кирило Вадимович — Головний тренер
- Щиглінський Дмитро Іванович — Помічник головного тренера
- Большаков Єгор Кирилович — Помічник головного тренера
- Короленко Анатолій Якович — Адміністратор
- Семенов Андрій Олександрович — Доктор
- Устинов Віталій Євгенійович — Масажист
- Поляченко Роман Валерійович — Медіа-директор
- Копеліович Аркадій Борисович — Прес-аташе